# Rhaphidophora monticola
Rhaphidophora monticola är en kallaväxtart som beskrevs av Kurt Krause. Rhaphidophora monticola ingår i släktet Rhaphidophora och familjen kallaväxter. Inga underarter finns listade.